# نورمان جويسون
نورمان جويسون (بالإنجليزية: Norman Jewison)‏ (21 يوليو 1926 - 20 يناير 2024)، هو مخرج أفلام، ومنتج أفلام، وممثل، وكاتب سيناريو، وممثل أفلام، من كندا، ولد في تورونتو.

## التعليم
تعلم في جامعة تورنتو.

## جوائز وترشيحات
حصل على جوائز منها:
- شريك وسام كندا
- وسام أونتاريو.

ترشح لـ:
- جائزة الأوسكار لأفضل مخرج، عن عمل: في دفء الليل
- جائزة الأوسكار لأفضل فيلم، عن عمل: عازف الكمان على السقف
- جائزة الأوسكار لأفضل فيلم، عن عمل: قصة جندي
- جائزة الأوسكار لأفضل فيلم، عن عمل: الروس قادمون
- جائزة الأوسكار لأفضل مخرج، عن عمل: عازف الكمان على السقف
- جائزة الأوسكار لأفضل مخرج، عن عمل: مجذوبة القمر
- جائزة الأوسكار لأفضل فيلم، عن عمل: مجذوبة القمر.

## الوفاة
توفي نورمان جويسون في 20 يناير 2024 عن عمر ناهز السابعة والتسعين.

## وصلات خارجية
- نورمان جويسون على موقع IMDb (الإنجليزية)
- نورمان جويسون على موقع الموسوعة البريطانية (الإنجليزية)
- نورمان جويسون على موقع روتن توميتوز (الإنجليزية)
- نورمان جويسون على موقع مونزينجر (الألمانية)
- نورمان جويسون على موقع ألو سيني (الفرنسية)
- نورمان جويسون على موقع ميوزك برينز (الإنجليزية)
- نورمان جويسون على موقع تيرنر كلاسيك موفيز (الإنجليزية)
- نورمان جويسون على موقع أول موفي (الإنجليزية)
- نورمان جويسون على موقع قاعدة بيانات الأفلام السويدية (السويدية)
- نورمان جويسون على موقع إن إن دي بي (الإنجليزية)